# Peter Asher
Peter L. Asher (Londra, 22 giugno 1944) è un cantante, chitarrista, produttore discografico e attore britannico. Dapprima membro del duo pop Peter and Gordon, successivamente è diventato manager e produttore discografico.

## Biografia
Fratello di Jane Asher, una delle prime fidanzate di Paul McCartney, ha debuttato come attore bambino nella serie TV Robin Hood (1955-1957) e in un paio di film. Attraverso la sorella ha fatto amicizia con Paul McCartney, con il quale ha scritto e registrato alcuni pezzi.
Nel periodo 1964-1967 ha fatto parte del duo Peter and Gordon, formato con Gordon Waller. Il duo ha avuto un grande successo grazie ai singoli World Without Love, Nobody I Know, True Love Ways e Lady Godiva, ciascuno dei quali ha venduto oltre un milione di copie, e agli album connessi.
Negli anni settanta ha intrapreso la carriera di produttore discografico diventando capo della A&R presso la Apple Records e manager di Linda Ronstadt e James Taylor.
Nel 2005 il duo Peter and Gordon si è riunito per suonare dal vivo in diverse occasioni e in concerti-tributo.

## Vita privata
Da giovane era stato sentimentalmente legato alla cantante giamaicana Millie Small. È sposato con Wendy Worth, ha una figlia, Victoria Asher, che è stata componente del gruppo Cobra Starship.
É un membro del Mensa.

## Filmografia

### Cinema
- Outpost in Malasia (UK: The Planter's Wife), regia di Ken Annakin (1952)
- Uncle Willie's Bicycle Shop (UK: Isn't Life Wonderful!), regia di Harold French (1954)
- Escapade, regia di Philip Leacock (1955)

### Televisione
- Robin Hood (The Adventures of Robin Hood) – serie TV, 4 episodi (1955-1957)
- Colonnello March (Colonel March of Scotland Yard) – serie TV, episodio 1x11 (1956)
- The Page of Chinon, regia di Rex Tucker – film TV (1956)
- La spada della libertà (Sword of Freedom) – serie TV, un episodio (1957)
- The Runaway King (1957) – cortometraggio
- The Adventure (1957) – cortometraggio
- The Kentish Robin (1957) – cortometraggio

## Riconoscimenti
- Grammy Award
  - 1977 – Produttore dell'anno, non classico
  - 1990 – Produttore dell'anno, non classico
  - 2002 – Miglior disco comedy parlato